# Comuna Štore
Štore (Občina Štore) este o comună din Slovenia, cu o populație de 4.060 de locuitori (2002).

## Localități
Draga, Javornik, Kanjuce, Kompole, Laška vas pri Štorah, Ogorevc, Pečovje, Prožinska vas, Svetina, Svetli Dol, Šentjanž nad Štorami, Štore